# 坎伯蘭郡旗
坎伯蘭郡旗（Cumberland flag）是英國英格蘭坎伯蘭郡的旗幟，自2012年12月13日開始使用，正值大坎伯蘭郡成立38週年。這面旗幟的設計是基於前坎伯蘭議會的旗幟。